# Сан-Мартино-аль-Тальяменто
Сан-Мартино-аль-Тальяменто (итал. San Martino al Tagliamento) — коммуна в Италии, располагается в регионе Фриули-Венеция-Джулия, в провинции Порденоне.
Население составляет 1498 человек (2008 г.), плотность населения составляет 79 чел./км². Занимает площадь 18 км². Почтовый индекс — 33098. Телефонный код — 0434.
Покровителем коммуны почитается святитель Мартин Турский, празднование 11 ноября.

## Демография
Динамика населения:

## Администрация коммуны
- Официальный сайт: http://www.comune.sanmartinoaltagliamento.pn.it